# لاك أندروود
لاك أندروود (بالإنجليزية: Lake Underwood)‏ هو ميكانيكي سيارات ورائد أعمال أمريكي، ولد في 4 يوليو 1926، وتوفي في 12 سبتمبر 2008.